# Adolf Verschueren
Adolf Verschueren   (Deurne, 10 de juny de 1922 - Deurne, 30 d'abril de 2004) fou un ciclista belga, que va ser professional del 1943 fins al 1963. Es va especialitzar en la pista on destaquen tres medalles d'or als Campionats del món de Mig fons i cinc títols europeus de l'especialitat. En carretera destaca una victòria d'etapa a la Volta a Suïssa de 1949 i la segona posició a la París-Roubaix de 1947.

## Palmarès en ruta
- 1942
  - 1r al Tour de Flandes d'independents
- 1947
  - 1r Circuit de Houtland
- 1949
  - Vencedor d'una etapa a la Volta a Suïssa

### Resultats al Tour de França
- 1948. Eliminat (7a etapa)

## Palmarès en pista
- 1950
  -  Campió de Bèlgica de mig fons
- 1951
  -  Campió de Bèlgica de mig fons
- 1952
  -  Campió del món de mig fons
  - Campió d'Europa de mig fons
  -  Campió de Bèlgica de mig fons
- 1953
  -  Campió del món de mig fons
  -  Campió de Bèlgica de mig fons
- 1954
  -  Campió del món de mig fons
  - Campió d'Europa de mig fons
  -  Campió de Bèlgica de mig fons
- 1955
  -  Campió de Bèlgica de mig fons
- 1956
  - Campió d'Europa de mig fons
  -  Campió de Bèlgica de mig fons
- 1958
  - Campió d'Europa de mig fons
  -  Campió de Bèlgica de mig fons
- 1960
  - Campió d'Europa de mig fons
  -  Campió de Bèlgica de mig fons